# Лопарьово (Костромська область)
Лопарьово (рос. Лопарево) — селище в Галицькому районі Костромської області Російської Федерації.
Населення становить 663 особи. Входить до складу муніципального утворення Лопарьовське сільське поселення.

## Історія
У 1936-1944 року населений пункт перебував у складі Ярославської області. Від 1944 належить до Костромської області.
Від 2007 року входить до складу муніципального утворення Лопарьовське сільське поселення.

## Населення
1. Н/Д[2]